# Krackow
Krackow (lengyelül Kraków) település Németországban, Mecklenburg-Elő-Pomeránia tartományban. Lakosainak száma 612 fő (2023. december 31.).

## Népesség
A település népességének változása:
| Lakosok száma | 638  | 639  | 619  | 613  | 612  |
|               | 2017 | 2019 | 2021 | 2022 | 2023 |